# سويطيانية
السويطيانية (الاسم العلمي: Neocallimastigomycetes) هي طائفة من الفطريات تتبع شعبة السويطينية.

## التصنيف
- الطائفة السويطيانية
  - رتبة السويطيات
    - الفصيلة السويطية
      - جنس السويطاء